# Спи (рассказ)
«Спи» («СПИ») — рассказ современного российского писателя Виктора Пелевина. Основной проблематикой рассказа является проблема сна-реальности.

## Содержание
Рассказ Пелевина раннего периода происходит в начале перестройки, уже упоминается Ельцин. Главный герой, студент Никита, 2 курса института N., обнаруживает у себя способность нормально функционировать во сне. Никита родился в хрущевскую оттепель. Через короткое время он убеждается, что так живут все окружающие люди, населяющие СССР.
Никита вдруг понимает, что большую часть своей жизни не осознавал себя и окружающий мир полностью («живет в полудреме»), в которой нет места сложностям и затруднениям, а есть только спокойное существование. Никита не задумывается о целях своих действий, мотивах поступков, как и все вокруг: друзья, родители, прохожие — все погружены в сон.

## Особенности
Никита, который появляется в рассказе «на одной из лекций по эм-эл философии» и представленный именно как Никита Сонечкин, главный герой и окружающие его обстоятельства с первых строк подаются (и воспринимаются) в ироническом ключе: название курса марксистско-ленинской философии снижено и весело обозначается как «эм-эл…», а начальные буквы имени и фамилии героя вызывают аллюзивную связь с инициалами Н. С. Хрущева.
Основное же время рассказа — время политического и экономического кризиса 1990-х гг, время Б. Н. Ельцина. В рассказе автор использует постмодернистский хронотоп, который опирается на «стыки между реальностями». Пелевин в рассказе работает над проблемой власти над человеческим сознанием: ведь люди вокруг, простые обыватели, спокойно спят, пока власть творит все, что ей вздумается.
Важный элемент повествования — это сон. Герой оправдывает свою фамилию «СОНечкин», но автор подчеркивает, что «сон» героя не задан рождением, но одолевает его «с некоторых пор».
В литературоведческой критике множество раз говорилось об интертекстуальной связи современной постмодернистской прозы с романом И. Гончарова «Обломов».
Можно говорить, что сон в рассказе имеет разные состояния (ступени и степени): «ночной» и «дневной», «смертельный» и «чудный», до «полной отключенности» и «не окончательно», «временное небытие» и «неорганическое оцепенение».
Исследователи отмечают в рассказе «СПИ» следующие группы культурно-коннотированной лексики: советские реалии; упоминания известных людей, значимых исторических событий; фреймы-сценарии; метафоры и сравнительные обороты с национально-культурным фоновым компонентом; прецедентные тексты.
Отличительной особенность рассказа высокая частотность употребления местоимений (в исследуемом тексте рассказа «Спи» зафиксировано 344 местоименных конструкции).

## Публикация
Рассказ впервые опубликован в составе первого авторского сборника Пелевина «Синий фонарь» (1991) и в том же году в сериальном сборнике НФ-35.

## Театральные постановки
Хореографическая постановка Ольги Васильевой «Спи». Академия Вагановой, Санкт-Петербург.